# Zdzisława Specht
Zdzisława Specht właśc. Zdzisława Specht-Abramiuk (ur. 8 marca 1955) – polska aktorka teatralna i filmowa, dr nauk teologicznych (specjalność teologia kultury). 

## Życiorys
Absolwentka Studia Wokalno-Aktorskiego przy Teatrze Muzycznym w Gdyni. W latach 1977–1985 jako adeptka występowała w Teatrze Muzycznym w Gdyni. W latach 1985–1997 występowała w Teatrze Syrena w Warszawie. W 1980 debiutowała na dużym ekranie w filmie Przed odlotem. Najbardziej jednak znana jest z roli Czarnej Wróżki w filmie Pierścień i róża Jerzego Gruzy. Grała też epizodyczne role w innych filmach i serialach.
Stopień doktora nauk teologicznych w zakresie nauk teologicznych, specjalność: teologia kultury, uzyskała w 2012 na Wydziale Teologicznym Uniwersytetu Kardynała Stefana Wyszyńskiego w Warszawie na podstawie rozprawy doktorskiej pt. Logos i etos dramaturgii Karola Wojtyły - Jana Pawła II. Studium z zakresu teologii kultury. Pracownik naukowy UKSW, wykłada m.in. historię teatru, wiedzę o kulturze, emisję i higienę głosu. Autorka książki: Słowo i miecz : logos i etos dramaturgii Karola Wojtyły - Jana Pawła II, Warszawa 2012, ISBN 978-83-61250-60-9.

## Filmografia
- 2009 – Teraz albo nigdy! – klientka Anny Bosz (odc. 43)
- 2009 – Plebania – kobieta
- 2009 – Na dobre i na złe – koleżanka Beaty
- 2006 – Pensjonat pod Różą – kandydatka na opiekunkę Michasia
- 1989 – Żelazną ręką – Julietta, kochanka Batorego
- 1988 – Pan Kleks w kosmosie – Gloria Casate, właścicielka wypożyczalni kosmolotów
- 1987 – Trzy kroki od miłości – Lady Makbet
- 1987 – 07 zgłoś się – prostytutka Monika Woźniak
- 1986 – Zmiennicy – stewardesa (odc. 5)
- 1986 – Prywatne śledztwo – kobieta, którą Skonecki rzekomo miał odprowadzić do domu z przyjęcia
- 1986 – Pierścień i róża (serial) – Czarna Wróżka
- 1986 – Pierścień i róża (film) – Czarna Wróżka
- 1980 – Przed odlotem